# Caverna de Gargas

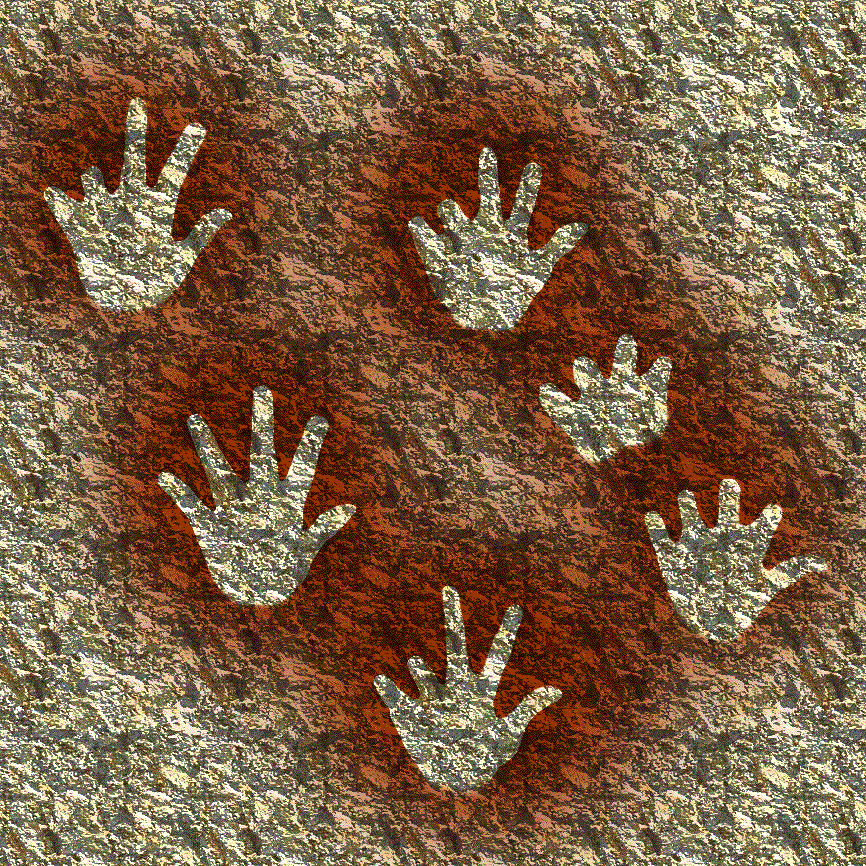
Mãos em negativo da caverna de Gargas

A caverna de Gargas é uma das mais célebres cavernas decoradas do Paleolítico superior da Europa.

## Situação e história
Esta caverna fica no comuna de Aventignan (Hautes-Pyrénées, França), no limite com o Haute-Garonne, muito perto de Saint-Bertrand-de-Comminges.
A caverna foi objeto de pesquisas científicas desde fins do século XIX, com destaque para as escavações de Émile Cartailhac e Henri Breuil. As mãos pintadas foram advertidas, pela primeira vez, a 11 de Junho de 1906, pelo investigador Félix Régnault. Foi declarada Monumento histórico francês em 1910.

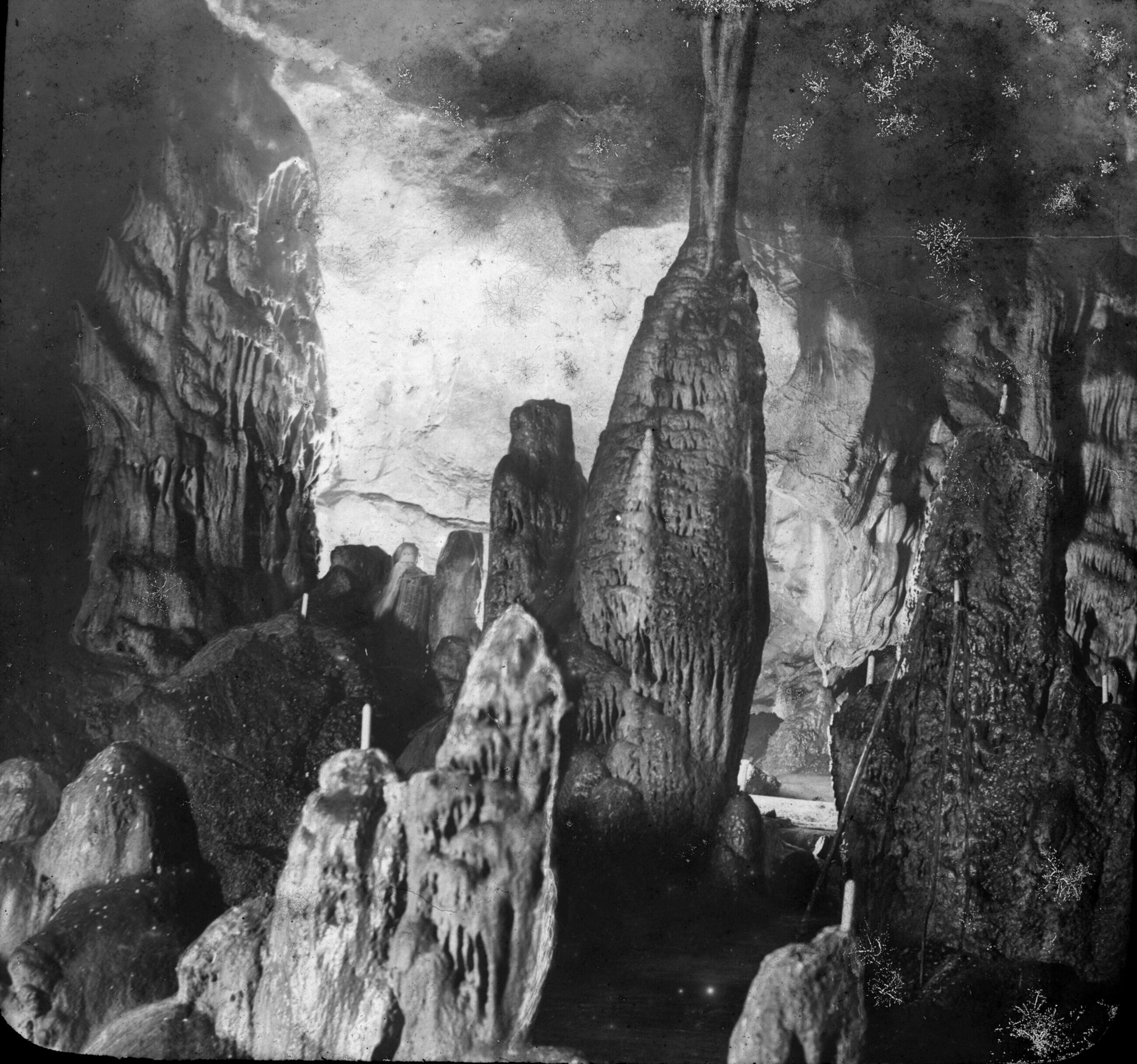
Vista do interior da caverna (antes de 1908)

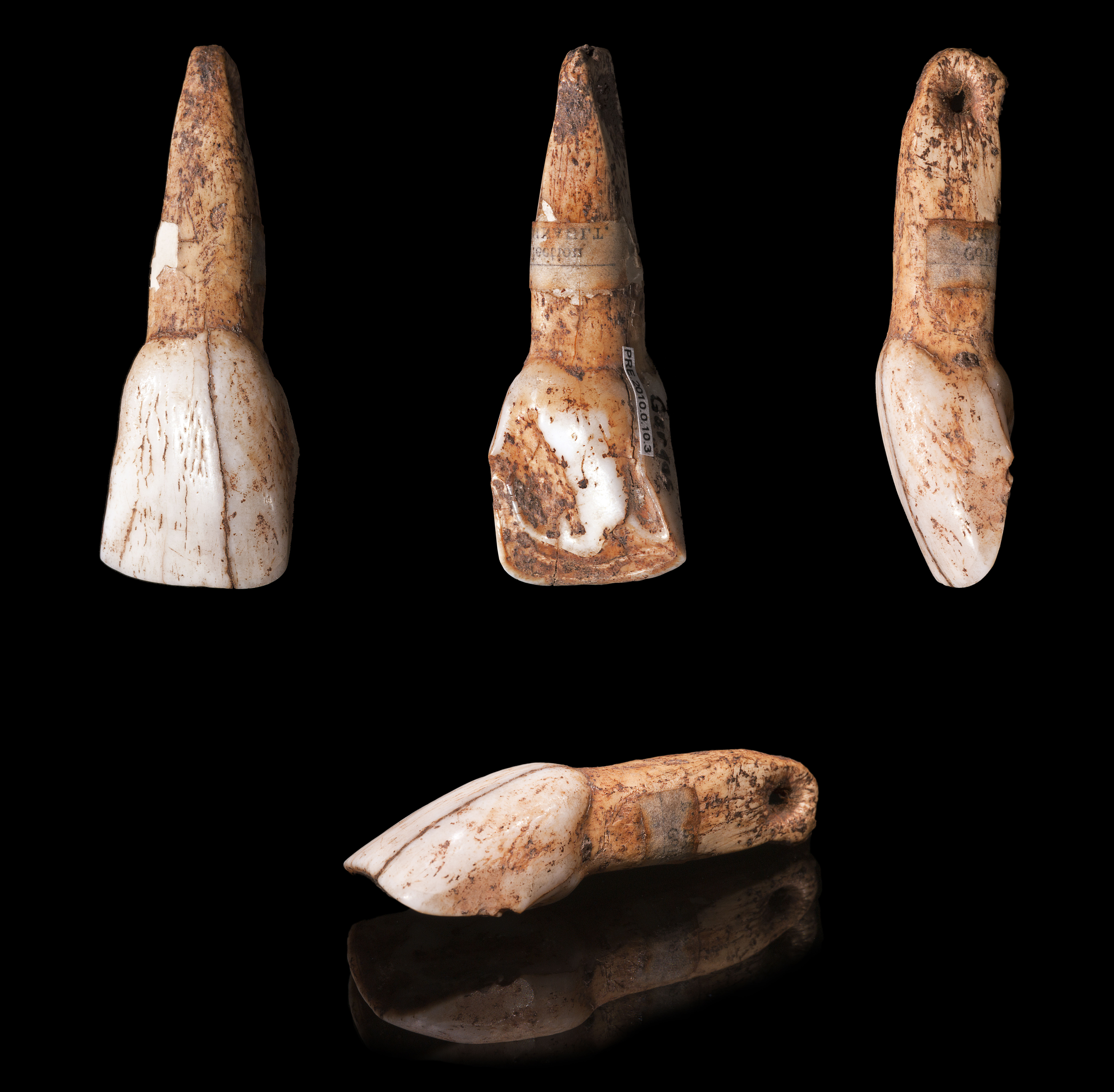
Caverna de Gargas

## Ocupação pré-histórica
Gargas tem mostrado indícios de ocupação (ossamentas, indústria lítica, arte móvel) que vão do Musteriense até à Idade Média, mas é célebre especialmente pelas suas pinturas e gravuras do Paleolítico superior.

### Mãos em negativo
As pinturas são sobretudo numerosas mãos negativas realizadas com a técnica do estêncil (a silhueta inicial da figura é logo recheada de cor). São de cores vermelhas (ocre), negras (óxido de manganês, carvão vegetal), e, uma pelo menos, branca (talco). Em quase a metade das mãos (47,3 %) só há uma falange (sem contar o polegar), e só 15,5 % são mãos completas, o qual tem gerado inúmeras hipóteses para explicar a causa: doenças, congelamentos, amputações rituais… Atualmente numerosos investigadores preferem uma explicação de significado simbólico, de modo a que as diferentes imagens das mãos obter-se-iam dobrando uma ou mais falanges dos dedos. As mãos pertencem a indivíduos de ambos os sexos e a todos os trechos de idade, desde crianças a adultos. Pesquisas minuciosas mostram que as paredes e lugares onde se representaram mãos foram eleitos e preparados cuidadosamente.

### Representações figuradas
Há também numerosas gravuras e pinturas de tipo figurativo, que aparecem em outras partes da cavidade, acompanhadas por signos. Os animais mais freqüentemente representados são o cavalo, o bisão, o auroque, o íbex e o mamute.

## Datação
Uma datação pelo método do carbono-14 foi efetuada a partir de uma farpa de urso fincada numa fenda de uma das paredes decoradas com mãos negativas. Embora não dá diretamente a idade das pinturas, estas devem estar próximas no tempo da data obtida: Aproximadamente 27.000 AC, o que indica que a caverna era freqüentada no Gravettense antigo. As mãos impressas datam muito provavelmente de esse período o que as torna contemporâneas das mãos de Cosquer.

## Outros
A caverna de Gargas está aberta ao público.